# Karate ai XVIII Giochi del Mediterraneo
I tornei di karate ai XVIII Giochi del Mediterraneo si sono svolti dal 23 al 24 giugno 2018 al Pabellón de Cambrils in Spagna. Le gare erano articolate in dieci categorie diverse, di cui cinque maschili e cinque femminili, tutte nel combattimento kumite.

## Calendario
Il calendario delle gare è stato il seguente:
| ● | Finali |

| Giugno/Luglio |    |    |    |    |    |    |    |    |    |
| 22            | 23 | 24 | 25 | 26 | 27 | 28 | 29 | 30 | 1º |
|               | 7  | 3  |    |    |    |    |    |    |    |

## Risultati

### Uomini
| Evento                  | Oro                  | Argento         | Bronzo                               |
| fino a 60 kg (dettagli) | Abdessalam Ameknassi | Nader Azzoauzi  | Eray Şamdan Malek Salama             |
| fino a 67 kg (dettagli) | Marvin Garin         | Burak Uygur     | Samy Ennkhaili Anqoud Nenad Kelebikj |
| fino a 75 kg (dettagli) | Erman Eltemur        | Enes Garibović  | Oualid Bouabaoub Rabii Jendoubi      |
| fino a 84 kg (dettagli) | Berat Jakupi         | Jessie Da Costa | Ahmed Elmasry Michele Martina        |
| oltre 84 kg (dettagli)  | Hocine Daïkhi        | Ahmed El-Asfar  | Slobodan Bitević Zharko Arsovski     |

### Donne
| Evento                  | Oro                 | Argento            | Bronzo                            |
| fino a 50 kg (dettagli) | Jelena Milivojčević | Aicha Sayah        | Areeg Rashed Serap Özçelik        |
| fino a 55 kg (dettagli) | Tuba Yakan          | Ana Drašković dq   | Sara Cardin Sabrina Ouihaddadene  |
| fino a 61 kg (dettagli) | Tjaša Ristić        | Giana Lotfy        | María Cristina Ferrer Viola Lallo |
| fino a 68 kg (dettagli) | Silvia Semeraro     | Eda Eltemur        | Marina Raković Lina Pušnik        |
| oltre 68 kg (dettagli)  | Nancy Garcia        | Eleni Chatziliadou | Meltem Hocaoğlu Laura Palacio     |

## Medagliere
| Posizione | Paese      | Oro | Argento | Bronzo | Totale |
| --------- | ---------- | --- | ------- | ------ | ------ |
| 1         | Turchia    | 2   | 2       | 3      | 7      |
| 2         | Francia    | 2   | 1       | 1      | 4      |
| 3         | Marocco    | 1   | 1       | 0      | 2      |
| 4         | Italia     | 1   | 0       | 4      | 5      |
| 5         | Macedonia  | 1   | 0       | 2      | 3      |
| 6         | Algeria    | 1   | 0       | 1      | 2      |
| 6         | Serbia     | 1   | 0       | 1      | 2      |
| 6         | Slovenia   | 1   | 0       | 1      | 2      |
| 9         | Egitto     | 0   | 2       | 3      | 5      |
| 10        | Montenegro | 0   | 1       | 1      | 2      |
| 11        | Croazia    | 0   | 1       | 0      | 1      |
| 11        | Grecia     | 0   | 1       | 0      | 1      |
| 11        | Tunisia    | 0   | 1       | 0      | 1      |
| 14        | Spagna     | 0   | 0       | 3      | 3      |
| Totale    | Totale     | 10  | 10      | 20     | 40     |